# Elysion
Elysion (エリュシオン / エリシオン Eryushion / Erishion?, llamado "Ilusión" en español) es un lugar ficticio en la serie de anime y manga Sailor Moon. Descrito como una dimensión oculta en el interior del planeta Tierra, así como el lugar de origen del poderoso Cristal Dorado; su función varía de acuerdo a cada versión de la historia. En la serie animada Sailor Moon SuperS, Elysion es un mundo fantástico que existe a partir de los sueños de los seres humanos. En el manga original y en la película de Pretty Guardian Sailor Moon Eternal, en cambio, es únicamente citado como el lugar donde estaba ubicado el Reino Dorado; el equivalente terrestre del Reino de la Luna en tiempos antiguos, así como el hogar originario del Príncipe Endymion.
Reino Dorado (ゴールデン・キングダム Gōruden Kingudamu?, gairaigo del inglés Golden Kingdom) es el nombre que se le da a un antiguo reino ficticio ubicado en la Tierra, del cual se dice que fue en su época el equivalente terrestre al Reino de la Luna (es decir, al primer reino del Milenio de Plata). Si bien ambos reinos protegían al planeta Tierra, lo hacían de forma separada. Mientras el Reino de la Luna protegía la Tierra desde el espacio exterior, el Reino Dorado lo hacía desde su ubicación en el mismo interior del planeta, en un lugar conocido como "Elysion".
El nombre de Elysion proviene del vocablo griego antiguo para designar a los Campos Elíseos, los cuales cumplían un rol similar (como una especie de paraíso mítico) dentro de la mitología griega.

## Miembros

### Príncipe Endymion
En numerosos flashbacks de la primera y la cuarta temporadas, donde se describe el pasado del personaje de Mamoru Chiba, se relatan también varios aspectos de su existencia anterior a la presente, en la cual él fue conocido como el joven Príncipe Endymion. Este era el heredero al trono del Reino Dorado, un reino que (según se cuenta en la trama) existió en la Tierra hace un largo tiempo atrás, en la misma época en que existió también el primer reino del Milenio de Plata (es decir, el antiguo Reino de la Luna). Al morir inesperadamente a manos del Reino Oscuro o Negaverso, el alma del príncipe Endymion fue enviada al futuro del siglo XX, para reencarnar en la persona del joven Mamoru Chiba. Con los poderes heredados de su vida pasada, Mamoru es capaz de asumir la forma del héroe "Tuxedo Mask", quien hace las veces de guardián del planeta Tierra y de equivalente a la Sailor Senshi de la Tierra, "Sailor Earth".

### Los Cuatro Reyes Celestiales
Los Cuatro Reyes Celestiales (四天王 Shitennō?) o "Shitennou" son cuatro personajes llamados Jadeite, Nephlite, Zoycite y Kunzite (Malachite en el primer dobjaje hispanoamericano). En España son conocidos como Daniel, Ramiro, Zoycite y Constite. Se trata de los cuatro guerreros que sirven a la villana reina Beryl, líder del Reino Oscuro en la primera temporada; por lo tanto se encuentran entre los primeros antagonistas de la trama. Sin embargo, según el manga; antes de ser reclutados por el enemigo ellos servían al Príncipe Endymion del Reino Dorado, y protegían al mundo terrestre. 
Según varios traductores de la serie, la autora Naoko Takeuchi basó estos cuatro personajes están basados en las cuatro deidades budistas conocidas como Shitennō.

#### Historia
Al comienzo de la historia, estos personajes solo aparecen como villanos a los que debe enfrentarse la heroína de la serie, Sailor Moon; con ayuda de Tuxedo Mask y las cuatro Sailor Senshi que aparecen en la primera temporada. La versión del primer anime no esclarece demasiado acerca del origen y anterior vida de ellos antes de que se convirtieran en los cuatro Grandes Generales del Negaverso o Reino Oscuro.  Pero en la versión del manga y de Sailor Moon Crystal se cuentan datos de su vida pasada, anterior a a llegada de Beryl y Metalia.
En los tiempos del Milenio de Plata, según el manga, ellos originalmente vivían en un reino ubicado en el interior del planeta Tierra, el Reino Dorado. Allí servían al Príncipe de la Tierra, Endymion, a quien protegían como sus cuatro guardianes personales, conocidos como los Cuatro Reyes Celestiales. Sin embargo un ser malvado llamado Metalia (o "Negafuerza") llegó a la Tierra para apoderarse del planeta. Metalia les lavó el cerebro para que juraran lealtad a ella y a su seguidora, la reina Beryl, considerando a las personas del Reino de la Luna como sus enemigos. El príncipe Endymion en vano trató de convencerlos de que todo era un engaño y de que estaban siendo manipulados. Cuando estos cuatro guerreros perecieron durante la gran batalla que Metalia instigó entre la Tierra y la Luna, sus almas fueron enviadas a renacer en el futuro para que pudieran enmendar ese error. Ellos debían buscar a quien pudiera ser la reencarnación de su verdadero amo, Endymion, y protegerlo. Desafortunadamente, cuando estos cuatro renacieron en el siglo 20, Beryl los encontró antes de que pudieran dar con Endymion y, de la misma forma que había ocurrido en su vida pasada, les alteró la memoria para que le fueran fieles a ella y a Metalia nuevamente. A partir de entonces ellos sirvieron a Beryl y atacaron a Sailor Moon, a sus amigas y a Tuxedo Mask. Finalmente, todos ellos mueren sin enterarse, hasta demasiado tarde, de que Beryl y Metallia los habían hechizado para que olvidaran su verdadero propósito y las sirvieran incondicionalmente.
Sin embargo, Tuxedo Mask conservó las cuatro piedras preciosas que fueron lo único que quedó de ellos luego de que Sailor Moon y sus amigas los destruyeran en defensa propia. Cuando fue hecho prisionero y llevado ante Metalia para que ésta le lavara el cerebro, él ya tenía las piedras de los generales consigo. Hipnotizado por el poder de Metalia, fue convertido contra su voluntad en enemigo de Sailor Moon y enviado a atacarlas a ella y a sus amigas. Sailor Moon, obligada a defenderse, no tuvo más remedio que atacarlo con una espada. Pero entonces las piedras que Tuxedo Mask llevaba se interpusieron entre el pecho de él y la espada, evitando que el golpe fuera mortal. Gracias, a esto, Tuxedo Mask pudo sobrevivir y finalmente liberarse del control que los enemigos tenían sobre él. Estas piedras conservaban los cuatro espíritus de los guardianes de Endymion, ya libres de toda influencia maligna. Fueron sus espíritus los que revelaron a Tuxedo Mask la manera como Sailor Moon podía acabar con Metalia, gracias a lo cual ésta pudo ser derrotada en el manga. Más tarde, varias veces en que Mamoru sentía incertidumbre iba a buscar las cuatro piedras para que los espíritus nuevamente lo aconsejaran. Cuando peligraba su salud (como cuando recibió la maldición de Nehelenia), los espíritus de sus cuatro guardianes lo presentían y velaban y rezaban por él en silencio, aun cuando no podían hacer nada más.

### Helios
Helios (エリオス Eriosu?) o Pegaso (一角天馬「ペガサス」 Pegasasu?), también conocido como Elios (ambos son usados en la traducción), es el joven sacerdote guardián de Elysion ("Ilusión") que vela también por el planeta Tierra; mientras que Elysion es la tierra sagrada del mundo terrestre, que actualmente se encuentra en el mismo sitio donde antes, hace mucho tiempo atrás, había existido en su lugar el Reino Dorado (el hogar del antiguo príncipe Endymion). Helios aparece en el cuarto arco argumental de la trama de Sailor Moon, como un joven niño de cabello plateado y ojos dorados que viste de blanco; quien es capaz de alternar entre su aspecto humano real y el de un pegaso blanco con un cuerno dorado. Cuando Mamoru cae víctima de una extraña enfermedad pulmonar, Helios es quien le da a conocer que eso se debe a una maldición lanzada sobre la Tierra y Elysion por unos nuevos enemigos, el Circo Dead Moon; e informa a Sailor Moon de la existencia del Cristal Dorado, cuyo poder es necesario para que puedan derrotarlos. 

#### En el anime de los años 90
En la versión del anime de Sailor Moon SuperS, para cumplir su propósito de proteger tanto a Elysion como a la Tierra, Helios debe custodiar siempre el Cristal Dorado: la joya sagrada que está por siempre guardada en Elysion, y la cual protege los sueños de todas las personas del mundo terrestre. Cuando la reina Nehelenia lo hace prisionero para quitarle el cristal, él usa su poder para separar su espíritu de su cuerpo temporalmente. El espíritu de Helios escapa junto con el cristal para ir a refugiarse en los sueños de Chibiusa, a la que pide ayuda y se da a conocer solo adoptando la apariencia de un unicornio alado llamado "Pegaso". Inicialmente, Chibiusa solo es capaz de verlo y hablar con él en sus sueños, hasta que "Pegaso" le entrega una especie de bola de cristal a través de la cual pueden hablar en todo momento. Aunque, al principio, él no puede revelarle demasiado acerca de su identidad y la de sus enemigos, los dos se hacen amigos. Cuando él finalmente se da a conocer en su forma humana, Chibiusa y Helios se enamoran. Finalmente, Helios le entrega el Cristal Dorado a Sailor Chibi Moon, (es decir a Chibiusa disfrazada de superheroína justiciera) para que ella y Sailor Moon derroten a Nehelenia utilizando su gran poder.
Después de eso, Helios se despide de todos y adopta la forma de "Pegaso" para regresar el cristal a Elysion, desde donde ambos continuarán por siempre protegiendo los sueños de la gente.

#### En el manga
En el manga y en la segunda parte de la película de Pretty Guardian Sailor Moon Eternal, en cambio, "Pegaso" no es un disfraz adoptado por Helios; sino la forma en la que es transformado su cuerpo, a manos de Nehelenia, tras ser capturado. Por su parte, el Cristal Dorado es una legendaria joya perdida; de la cual se decía que debía ser encontrada algún día, y entregada al Príncipe del Reino Dorado, Endymion. En una ocasión, mientras realizaba su misión de rezar y velar por Elysion y por la Tierra, Helios tuvo una revelación en la que una muchacha desconocida le advertía que Elysion pronto iba a ser atacada, y que la única forma de salvar a todos sería encontrando ese cristal. La muchacha de la visión también le dijo que solo una princesa protegida por la Luna iba a ser capaz de encontrar ese misterioso objeto.
Por eso, cuando la tierra de Elysion fue finalmente atacada y él hecho prisionero, supo que debía encontrar un modo de ir a pedir ayuda a Sailor Moon y Sailor Chibi Moon; ambas princesas protegidas por la Luna. Para lograrlo, el espíritu de Helios se separó de su cuerpo cautivo varias veces, por corto tiempo. Entonces, inicialmente bajo la apariencia de Pegaso, su espíritu huyó en repetidas ocasiones para ir a presentarse ante ellas, personalmente (puesto que en el manga, a diferencia de como ocurre en Sailor Moon SuperS, su espíritu no es capaz de refugiarse en el interior de los sueños de Chibiusa, de forma permanente). Helios creía que una de las dos debía ser la princesa que podía ayudarlo a encontrar el Cristal Dorado. Luego, bajo la forma de Pegaso, va a buscar a Chibiusa y la lleva a ver el mundo de Elysion y después el barrio donde ella vive en Tokio; ambos cubiertos de oscuridad por el maligno poder de Nehelenia. 
Más tarde, cuando Helios anuncia que la princesa que él busca tal vez sea Sailor Moon, Sailor Chibi Moon se siente inútil e innecesaria y se va corriendo con lágrimas en los ojos. Pero Pegaso va a buscarla y se muestra ante ella bajo su apariencia real (es decir, como Helios). Entonces la consuela, diciéndole lo mucho que ella es importante para todos, e incluso besándola en los labios. Con el tiempo, Sailor Moon descubre que el Cristal Dorado se encuentra oculto dentro del cuerpo de Mamoru (quien es la reencarnación del antiguo Príncipe Endymion), y con su ayuda y la de sus amigas ella derrota definitivamente a Nehelenia. Entonces Sailor Chibi Moon (es decir, Chibiusa) encuentra a Helios inconsciente (luego de haber recuperado él, definitivamente, su forma humana original) y lo despierta con un beso en los labios también. Se reúnen con los demás, y Helios coloca el Cristal Dorado en un cetro para Tuxedo Mask, provocando así que él y Sailor Moon se transformen en Endymion y Serenity; adoptando una apariencia similar a sus formas futuras del siglo XXX, y "mágicamente" coronados ya (por primera vez) como rey y reina. Luego él invoca a "otro" Pegaso (es decir, a "otro" unicornio alado diferente, al cual llama "su caballo preferido"), y se marcha volando montado sobre su lomo, con la promesa de que Chibiusa y él se volverán a encontrar.

#### Poderes
Solo en la cuarta temporada del anime de los años 90, Sailor Moon SuperS, Pegaso es quien otorga nuevos poderes a Sailor Jupiter, Sailor Venus, Sailor Mars y Sailor Mercury (las Sailor Senshi del Sistema Solar Interno) para que ayuden a Sailor Moon derrotar a los seguidores de la reina Nehelenia. Tanto en dicho anime como en el manga Sailor Moon y Chibi Moon consiguen nuevos poderes y broches que les permiten convertirse en "Súper" Sailor Moon y "Súper" Chibi Moon respectivamente (sin necesidad de seguir recurriendo a la copa lunar o Santo Grial); pero sólo en SuperS es "Pegaso" quien se los otorga. Sin embargo, en todas las versiones, siempre es este personaje quien les proporciona a ambas unos nuevos instrumentos para combatir. En el anime de los 90, Sailor Moon es la única que obtiene un arma con la cual realizar la técnica de ataque llamada "Sublime Meditación Lunar" (la cual aquí solo puede realizar, en todas y cada una de las veces, por medio de una colaboración conjunta con Pegaso). Mientras tanto, Chibi Moon solo obtiene una campanilla con la que puede invocar a Pegaso cada vez que necesitan su ayuda. Por el contrario, en el manga y en Eternal, además de la campanilla Sailor Chibi Moon también obtiene un arma análoga a la de Sailor Moon, con la cual ella misma puede realizar a su vez la técnica de la "Sublime Meditación Lunar" (además, a diferencia de como sucede en Sailor Moon SuperS, aquí ni ella ni Sailor Moon necesitan más a Pegaso, a partir de entonces, para poder realizar nuevamente este ataque mágico).
En ambas versiones, además, Helios posee la habilidad de transportar a otros y a sí mismo de forma libre entre el mundo de la superficie de la Tierra, y el de Elysion (que se encuentra oculto dentro del mismo planeta). Es capaz de invocar el poder del mundo de Elysion para proteger al planeta Tierra cuando está en peligro. En el manga, cuando Nehelenia y Zirconia cubren la ciudad de Tokio con vegetación tropical y causan un gran incremento de la temperatura, que hace caer desmayados a los habitantes, Helios invoca el poder de la tierra de Elysion para cubrir la ciudad entera con una lámina de cristal, protegiéndola de este ataque.

### Ménades
Las Ménades (巫女メナード Miko menādo?, gairaigo del inglés Maenads) son dos sacerdotisas (miko) que protegen el templo de Elysion junto con Helios. Si bien llevan el mismo nombre que las ménades de la mitología griega, no parecen poseer ningún otro aspecto en común con éstas. Aparecen muy brevemente en los actos 40 y 41 del manga (46 y 47 en la edición renovada), así como también en la adaptación de Sailor Moon Eternal. En un principio, se las muestra dormidas en el interior de una pared de cristal para escapar de la maldición de la villana Nehelenia. Más tarde, ya liberadas, vuelven a aparecer para guiar a Sailor Chibi Moon hacia donde se encuentra el desfallecido Helios. En Sailor Moon Eternal fueron interpretadas por Ruriko Noguchi y Yūki Hirose.

## Cristal Dorado
El Cristal Dorado (ゴールデン・クリスタル Goruden Kurisutaru?, gairaigo del inglés Golden Crystal) es un objeto mágico ficticio en la serie de anime y manga Sailor Moon. Descrito como un cristal de inmenso poder místico, proveniente de la tierra de Elysion, es utilizado para derrotar al principal enemigo de la saga del Circo Dead Moon: la reina Nehelenia; quien es retratada como la antagonista principal de la cuarta temporada del manga, así como también de las adaptaciones de Sailor Moon Súper S (la cuarta temporada del anime de los 90) y de Sailor Moon Eternal (película de la cuarta temporada de Sailor Moon Crystal).
Este objeto aparece nombrado por primera vez en el tomo 12 del manga. Es el cristal del príncipe del Reino Dorado, Endymion, y es necesario para vencer al Circo de la Luna Muerta, ya que su poder es similar al del Cristal de Plata.
En la adaptación animada de Sailor Moon SuperS (que fue inmediatamente posterior al manga original que dio origen a la serie, en los años 90), se cambió al poseedor de este cristal para que fuera Chibiusa su usuaria y Helios su guardián. En el manga y en Eternal, en cambio, Helios no posee dicha piedra y Chibiusa obtiene otro cristal: su propio Cristal de Plata que resulta ser su propio cristal Sailor, llamado "Cristal de la luna rosa"; mientras que el Cristal Dorado pertenece a Mamoru Chiba.